# Glo (album)
Glo è il terzo album in studio del gruppo rock britannico Delirious?, pubblicato nel 2000.

## Tracce
1. God You Are My God – 3:45
2. GLO in the Dark - Part 1 – 2:45
3. God's Romance – 6:58
4. Investigate – 4:09
5. GLO in the Dark - Part 2 – 3:42
6. What Would I Have Done? – 6:06
7. My Glorious – 6:09
8. Everything – 3:39
9. Hang on to You – 4:20
10. Intimate Stranger – 7:26
11. Awaken the Dawn – 4:14
12. GLO in the Dark - Part 3 – 3:37
13. The Years Go By – 3:50
14. Jesus' Blood – 5:54
15. GLO in the Dark - Part 4 – 4:58